# Campeonato Sul-Americano de Voleibol Masculino Sub-21 de 2014
O Campeonato Sul-Americano de Voleibol Masculino Sub-21 de 2014 foi a 22ª edição do torneio Sul-Americano organizado pela Confederação Sul-americana de Voleibol (CSV). 
O torneio contou com a participação de oito equipes e aconteceu de 27 a 31 de agosto, em Saquarema, Brasil. As três melhores equipes se classificaram para o Campeonato Mundial de Voleibol Masculino Sub-21 de 2015.

## Seleções participantes
As seguintes seleções confirmaram participação no Campeonato Sul-Americano Sub-21 de 2012:
| Equipe    | Última participação |
| --------- | ------------------- |
| Brasil    | (Sede), 1º em 2012  |
| Argentina | 2º em 2012          |
| Colômbia  | 5º em 2012          |
| Chile     | 4º em 2012          |
| Equador   | 7º em 2008          |
| Paraguai  | 8º em 2010          |
| Peru      | 6º em 2012          |
| Uruguai   | 7º em 2012          |

## Primeira fase

### Grupo A
Classificação
- Local: Centro de Desenvolvimento de Voleibol-Saquarema-Brasil

|     |          |     | Jogos | Jogos | Jogos | Resultados | Resultados | Resultados | Resultados | Resultados | Resultados | Sets | Sets | Sets  | Pontos | Pontos | Pontos |
| Pos | Equipe   | Pts | T     | V     | D     | 3–0        | 3–1        | 3–2        | 2–3        | 1–3        | 0–3        | V    | P    | R     | V      | P      | R      |
| --- | -------- | --- | ----- | ----- | ----- | ---------- | ---------- | ---------- | ---------- | ---------- | ---------- | ---- | ---- | ----- | ------ | ------ | ------ |
| 1   | Brasil   | 9   | 3     | 3     | 0     | 3          | 0          | 0          | 0          | 0          | 0          | 9    | 0    | MAX   | 225    | 138    | 1.630  |
| 2   | Colômbia | 6   | 3     | 2     | 1     | 2          | 0          | 0          | 0          | 0          | 1          | 6    | 3    | 2,000 | 196    | 189    | 1.037  |
| 3   | Equador  | 3   | 3     | 1     | 2     | 0          | 1          | 0          | 0          | 0          | 2          | 3    | 7    | 0.429 | 207    | 233    | 0.888  |
| 4   | Peru     | 0   | 3     | 0     | 3     | 0          | 0          | 0          | 0          | 1          | 2          | 1    | 9    | 0.111 | 183    | 251    | 0.729  |

| Data   | Hora  |             | Placar |             | Set 1 | Set 2 | Set 3 | Set 4 | Set 5 | Total  | Relatório |
| ------ | ----- | ----------- | ------ | ----------- | ----- | ----- | ----- | ----- | ----- | ------ | --------- |
| 27 ago | 11:30 | 'Colômbia ' | 3–0    | Peru        | 25–14 | 25–22 | 25–16 |       |       | 75–52  | 75–52     |
| 27 ago | 15:30 | 'Brasil '   | 3–0    | Equador     | 25–19 | 25–11 | 25–14 |       |       | 75–44  | 75–44     |
| 28 ago | 09:00 | Peru        | 1–3    | ' Equador'  | 16–25 | 23–25 | 28–26 | 16–25 |       | 83–101 | 83–101    |
| 28 ago | 15:30 | Colômbia    | 0–3    | ' Brasil'   | 13–25 | 17–25 | 16–25 |       |       | 46–75  | 46–75     |
| 29 ago | 09:00 | Equador     | 0–3    | ' Colômbia' | 18–25 | 23–25 | 21–25 |       |       | 62–75  | 62–75     |
| 29 ago | 15:30 | 'Brasil '   | 3–0    | Peru        | 25–13 | 25–20 | 25–15 |       |       | 75–48  | 75–48     |

### Grupo B
Classificação
- Local: Centro de Desenvolvimento de Voleibol-Saquarema-Brasil

|     |           |     | Jogos | Jogos | Jogos | Resultados | Resultados | Resultados | Resultados | Resultados | Resultados | Sets | Sets | Sets  | Pontos | Pontos | Pontos |
| Pos | Equipe    | Pts | T     | V     | D     | 3–0        | 3–1        | 3–2        | 2–3        | 1–3        | 0–3        | V    | P    | R     | V      | P      | R      |
| --- | --------- | --- | ----- | ----- | ----- | ---------- | ---------- | ---------- | ---------- | ---------- | ---------- | ---- | ---- | ----- | ------ | ------ | ------ |
| 1   | Argentina | 9   | 3     | 3     | 0     | 2          | 1          | 0          | 0          | 0          | 0          | 9    | 1    | 9,000 | 253    | 141    | 1.794  |
| 2   | Chile     | 6   | 3     | 2     | 1     | 2          | 0          | 0          | 0          | 1          | 0          | 7    | 3    | 2.333 | 237    | 189    | 1.254  |
| 3   | Paraguai  | 3   | 3     | 1     | 2     | 1          | 0          | 0          | 0          | 0          | 2          | 3    | 6    | 0.500 | 140    | 207    | 0.676  |
| 4   | Uruguai   | 0   | 3     | 0     | 3     | 0          | 0          | 0          | 0          | 0          | 3          | 0    | 9    | 0,000 | 127    | 225    | 0.564  |

| Data   | Hora  |              | Placar |              | Set 1 | Set 2 | Set 3 | Set 4 | Set 5 | Total  | Relatório |
| ------ | ----- | ------------ | ------ | ------------ | ----- | ----- | ----- | ----- | ----- | ------ | --------- |
| 27 ago | 09:00 | 'Chile '     | 3–0    | Uruguai      | 25–14 | 25–18 | 25–16 |       |       | 75–48  | 75–48     |
| 27 ago | 18:00 | 'Argentina ' | 3–0    | Paraguai     | 25–9  | 25–7  | 25–11 |       |       | 75–27  | 75–27     |
| 28 ago | 11:30 | 'Chile '     | 3–0    | Paraguai     | 25–14 | 25–12 | 25–12 |       |       | 75–38  | 75–38     |
| 28 ago | 18:00 | Uruguai      | 0–3    | ' Argentina' | 12–25 | 7–25  | 8–25  |       |       | 27–75  | 27–75     |
| 29 ago | 11:30 | 'Paraguai '  | 3–0    | Uruguai      | 25–18 | 25–20 | 25–19 |       |       | 75–57  | 75–57     |
| 29 ago | 18:00 | 'Argentina ' | 3–1    | Chile        | 27–25 | 26–28 | 25–15 | 25–19 |       | 103–87 | 103–87    |

## Fase final

### Disputa do 5º ao 8º lugares
- Local: Centro de Desenvolvimento de Voleibol-Saquarema-Brasil

| Data   | Hora  |            | Placar |         | Set 1 | Set 2 | Set 3 | Set 4 | Set 5 | Total   | Relatório |
| ------ | ----- | ---------- | ------ | ------- | ----- | ----- | ----- | ----- | ----- | ------- | --------- |
| 30 ago | 09:00 | 'Equador ' | 3–1    | Uruguai | 25–15 | 22–25 | 25–23 | 25–22 |       | 97–85   | 97–85     |
| 30 ago | 11:30 | Paraguai   | 2–3    | ' Peru' | 16–25 | 21–25 | 25–23 | 25–23 | 14–16 | 101–112 | 101–112   |

### Semifinais
- Local: Centro de Desenvolvimento de Voleibol-Saquarema-Brasil

| Data   | Hora  |              | Placar |          | Set 1 | Set 2 | Set 3 | Set 4 | Set 5 | Total | Relatório |
| ------ | ----- | ------------ | ------ | -------- | ----- | ----- | ----- | ----- | ----- | ----- | --------- |
| 30 ago | 15:30 | 'Argentina ' | 3–0    | Colômbia | 25–23 | 25–15 | 25–21 |       |       | 75–59 | 75–59     |
| 30 ago | 18:00 | 'Brasil '    | 3–0    | Chile    | 25–18 | 25–13 | 25–10 |       |       | 75–41 | 75–41     |

### Sétimo lugar
- Local: Centro de Desenvolvimento de Voleibol-Saquarema-Brasil

| Data   | Hora  |         | Placar |             | Set 1 | Set 2 | Set 3 | Set 4 | Set 5 | Total   | Relatório |
| ------ | ----- | ------- | ------ | ----------- | ----- | ----- | ----- | ----- | ----- | ------- | --------- |
| 31 ago | 09:00 | Uruguai | 2–3    | ' Paraguai' | 21–25 | 25–20 | 21–25 | 25–21 | 9–15  | 101–106 | 101–106   |

### Quinto lugar
- Local: Centro de Desenvolvimento de Voleibol-Saquarema-Brasil

| Data   | Hora  |            | Placar |      | Set 1 | Set 2 | Set 3 | Set 4 | Set 5 | Total | Relatório |
| ------ | ----- | ---------- | ------ | ---- | ----- | ----- | ----- | ----- | ----- | ----- | --------- |
| 31 ago | 11:30 | 'Equador ' | 3–0    | Peru | 25–20 | 25–22 | 25–23 |       |       | 75–65 | 75–65     |

### Terceiro lugar
- Local: Centro de Desenvolvimento de Voleibol-Saquarema-Brasil

| Data   | Hora  |          | Placar |          | Set 1 | Set 2 | Set 3 | Set 4 | Set 5 | Total | Relatório |
| ------ | ----- | -------- | ------ | -------- | ----- | ----- | ----- | ----- | ----- | ----- | --------- |
| 31 ago | 15:30 | 'Chile ' | 3–1    | Colômbia | 18–25 | 25–19 | 25–23 | 28–26 |       | 96–93 | 96–93     |

### Final
- Local: Centro de Desenvolvimento de Voleibol-Saquarema-Brasil

| Data   | Hora  |           | Placar |           | Set 1 | Set 2 | Set 3 | Set 4 | Set 5 | Total | Relatório |
| ------ | ----- | --------- | ------ | --------- | ----- | ----- | ----- | ----- | ----- | ----- | --------- |
| 31-Aug | 18:00 | 'Brasil ' | 3–0    | Argentina | 25–21 | 25–16 | 25–22 |       |       | 75–59 | 75–59     |